# École Nationale Supérieure de Techniques Avancées
École Nationale Supérieure de Techniques Avancées (ENSTA ParisTech) er et fransk ingeniør-institut tilknyttet Université Paris-Saclay. 
Instituttet blev oprettet i 1741 (École des ingénieurs-constructeurs des vaisseaux royaux) i 1940 (École du Génie Maritime) og har i dag omkring 600 studerende. 

## Internationalt samarbejde
ENSTA ParisTech-samarbejdsuniversiteter:
- Top Industrial Managers for Europe (TIME): Danmarks Tekniske Universitet (DTU), ENSTA ParisTech